# 电影

1878年由埃德沃德·迈布里奇拍摄的《飛馳中的馬》一组照片的GIF动画

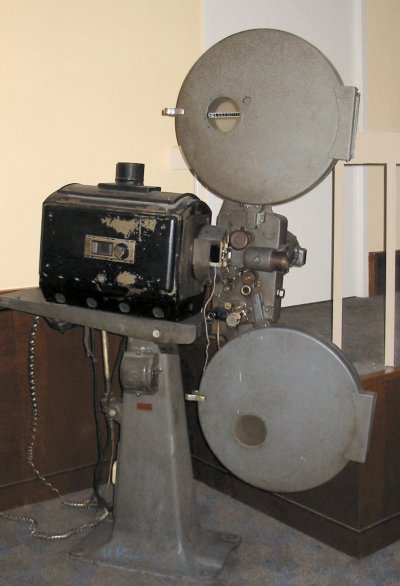
一部早期的電影放映機

電影（英語：/ ），特点是运动／移动的画面（英語：motion/ moving picture），是一种视觉艺术作品，用来模拟透過使用动态图像来传达思想、故事、感知、感觉、美或氛围的体验。这些图像通常伴有声音，更少有其他感官刺激。
電影中看起來連續的畫面，是由一幀幀單獨的照片完成的，至於關於電影中運動的感覺，是因為人們因為視覺上的飛現象（Phi phenomenon），使得對一連串靜態圖片卻會造成移動的錯覺。傳統對電影中運動感知的理解是因為視覺暫留，使得圖像離開後，仍能在眼睛保留「視像」約十分之一秒。因此大腦感覺到圖像是「運動」的。但在1916年出版的德國心理學家雨果·明斯特伯格（Hugo Münsterberg）的《電影：一次心理學研究》中第三章《深度感和運動感》中，雨果·明斯特伯格證明了外觀運動絕不是影像滯留（即視覺暫留）的結果，而是（但不僅僅是）對運動的連續階段的感知。
電影製作本身是藝術也是產業。電影可以由電影攝影機拍攝真實影像再製作而成，也可以利用傳統的動畫技巧繪製圖畫再拍攝圖畫而成，甚至可以利用電腦成像及计算机动画製作電影，也可以在電影中利用上述所有的技術及其他視覺效果。電影技術發展初期有各種不同的放映速度，但現時電影都多以每秒二十四格圖像作放映標準。
路易斯·普林斯于1888年10月14日，使用改进版的单镜头摄影机（即MkII）拍摄了电影《朗德海花园场景》。他在利兹的汉斯莱特区的惠特利工厂以及惠特利位于朗德海的家—奥克伍德农庄展出了他这第一部电影。
本身为第七艺术，而电影本身成为第七艺术的来由是意大利诗人和电影先驱者（Ricciotto Canudo），他在于1911年发表的一篇《第六艺术的誕生》（Birth of the 6th art），將電影放在建築、雕塑、繪畫、音樂、詩之後，他後來又加入了早在電影之前就有的舞蹈，因此电影就成為第七藝術。也有一些說法是將早在電影問世前就有的戲劇放在电影之前，以此方法來算，電影就成為第八藝術。
如今，許多電影仍然用能把影像記錄到膠捲上的攝影機來拍攝。膠卷經過沖洗之後，再用放映機來運行膠卷。放映機可以發出光線，透過膠卷，這樣影像就在銀幕上顯示出了。自從有聲電影發明以來，大多數的電影都是有聲電影。最近許多電影都用數碼攝像機來拍攝，放映的時候，可以用數位放映機，也可以把數位影像轉置到傳統的膠片上。这种方法可避免膠片長時間存放的失真。

## 起源

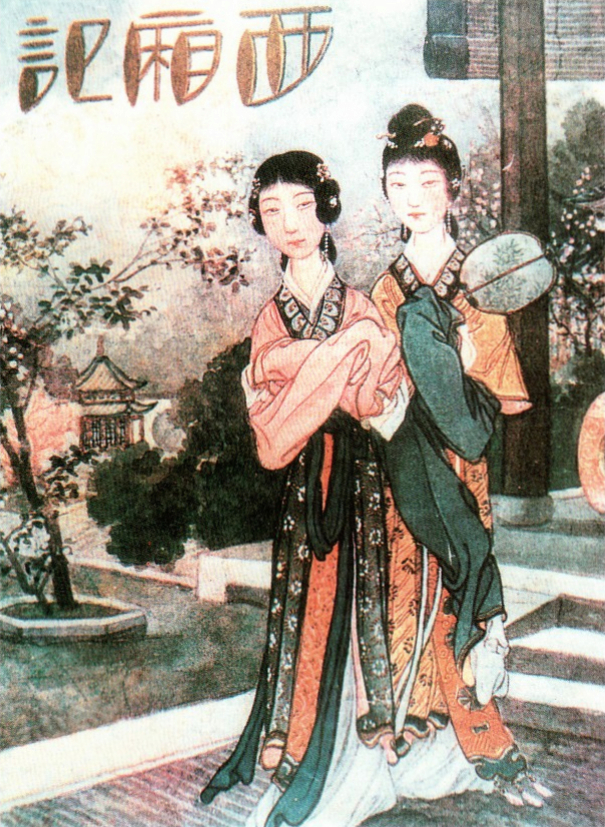
《西廂記》的電影海報（1927年）

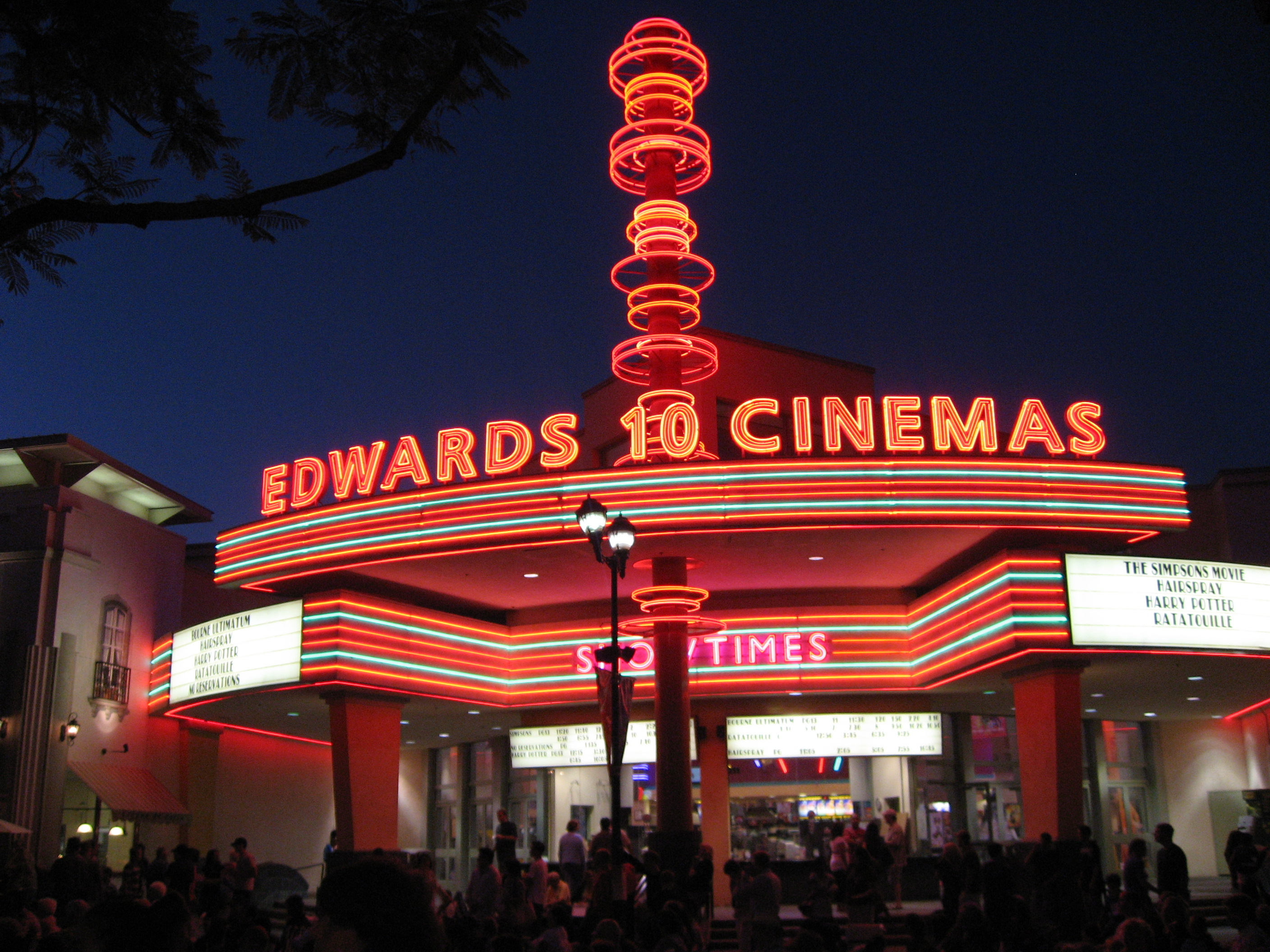
美国俄亥俄州一家電影院

- 电影诞生于1888年，是路易斯·普林斯在1888年最早放映的《郎德海花园场景》[6]。但在這之前埃德沃德·邁布里奇在1878年拍攝的Sallie Gardner at a Gallop有時也被視為早期電影的先驅。而后，在1895年12月28日，由卢米埃尔兄弟在法国巴黎卡普幸路14号一家名为“大咖啡馆”的地下室首次公开放映了他们的短片[7]，这使电影进入公众的视野。

## 歷史

### 初期
1895年，「火車進站」是盧米埃兄弟製作的黑白無聲的紀錄片。這部紀錄火車駛抵希歐達（la Ciotat）車站的影片，是架在月台上所拍攝的。全長五十秒的內容，描寫了蒸汽火車牽引著客車，從遠處漸漸地駛進車站。同年，盧米埃兄弟亦映演「離開工廠」，一套真正有演員演出的電影出現，拍攝當時工人下班的景象。

### 早期
- 早期電影拍攝描述的是日常生活，包括由路易斯·普林斯拍摄的《郎德海花园场景》以及卢米埃尔兄弟拍摄的Repas de bébé（1895）、Exiting the Factory（1895）、Démolition d'un mur（1895）、L'Arrivée d'un train en gare de La Ciotat（1895）、L'Arroseur Arrosé（1895）等等。
- 停机再拍的发现者：乔治·梅里爱
- 早期電影經典演員：卓別林、鲁道夫·瓦伦蒂诺、艾德·伍德

### 草創初期
早期的電影都是「無聲電影」。然而，電影發行商發現，在播放電影時有一個講評人來敘述故事、補上角色間的對話，可以更吸引觀眾。沒過幾年，播放的電影都會在下邊附上字幕，這樣就可以在演員「說話」時，表示出他說的內容。這使得講評人的必要性大打折扣。

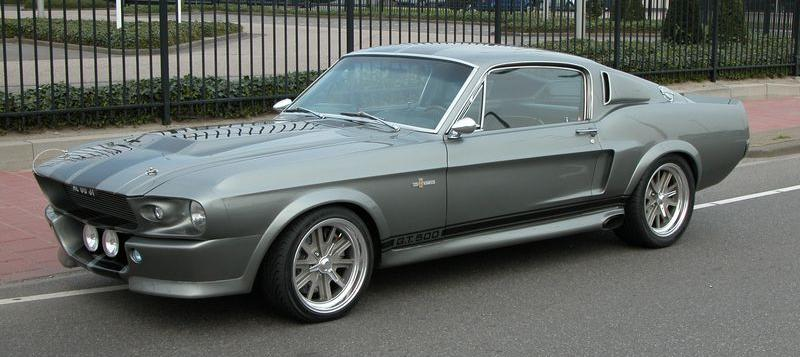
驚天動地60秒 汽车 好莱坞电影

### 默片
事實上，電影院老闆經常替換掉講評人，請樂師在電影放映時伴奏，若電影院有相應樂器的話，通常是鋼琴師或風琴師。伴奏的音樂應該隨時符合電影的情節氣氛。

### 有聲電影
後來，技術的進步允許製片人創作與電影畫面同步的音軌，使得電影進入了有聲時期。史上第一部有聲故事電影是《爵士歌手》（1927年），而第一部百分百的有声电影是《纽约的灯光》。音軌的錄製可以與拍攝電影相分離，但真人電影音軌錄製，許多部分是與拍攝畫面同時進行的。有聲電影發明後，無聲電影和電影院裡的樂師迅速銷聲匿跡。

### 彩色電影
電影發展中一個重要步驟是彩色電影於1930年左右引入市場，而被世界上第一部公认的彩色电影片是《浮华世界》。在彩色電影取代黑白電影更是個逐漸轉變的過程中，隨著彩色技術的改良，越來越多的彩色電影，至今可以說已經基本上沒有黑白電影了。除了個別的例外，例如史匹堡的電影《辛德勒的名單》、前蘇聯電影《這裡的黎明靜悄悄》、2011年的法國電影《大藝術家》以及2013年的波蘭電影《依達的抉擇》等。這通常都是出於藝術或戲情的考量，特意拍成黑白電影。

### 电脑電子計算機特效
在電影製作初期，電影的特別效果鏡頭加以各項技術來配合。一般意义上的特效镜头，使用合成遮片，多重曝光，微缩模型，逐格动画等多种技术实现。到如今，计算机生成图像已大量配合應用在電影製作上。计算机生成的图像具有完全的可操作性，数字化后可合成或者完全替换电影中景物与角色。电影特效业进入计算机时代以后，几乎百分之百的特效依靠计算机生成，甚至可以整部電影完全只使用計算機生成，只有少数电影，因特殊的美学追求，还保持传统物理特效的运用。

## 理論

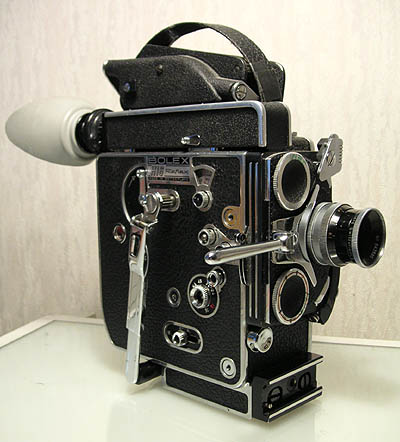
寬16mm電影的Bolex H16反光相机是电影学校中很受欢迎的入门级相机

電影理論的目的是以電影為一個藝術來研究，發展簡明且系統化的概念。以電影為藝術形式的概念起源自的的《The Birth of the Sixth Art》。鲁道夫·阿恩海姆、贝拉·巴拉兹及齊格弗里德·科拉考爾開始的形式主义电影理论強調電影和現實的不同，因此可以視為是美術。不過安德烈·巴赞反對此一理論，認為電影美學的本質是在有能力機械性的複製現實，而不是其和現實不同的部份，這就產生了現實主義理論（realist theory）。更近期的分析是由雅各·拉岡的精神分析及弗迪南·德·索緒爾的符號學等理論所帶動，因此出現了精神分析電影理論、結構主義電影理論、女性主義電影理論等。另一方面，受到路德维希·维特根斯坦影響，來自分析哲学傳統的評論，試著澄清一些理論研究中出現的誤解，因此生了电影词汇（film's vocabulary）的分析，以及其和生活形式之間的關連性。

### 語言
電影有其使用的語言。詹姆斯·摩纳哥曾寫了一篇電影理論中的經典文章，標題是《如何“讀”電影》（How to "Read" a Film），就是提到此一概念。導演英格玛·伯格曼曾說過一句著名的話：「對我而言，安德烈·塔尔科夫斯基是最偉大的電影導演，他發明了一種『新的語言』，忠於電影的本質」。這種語言的一個例子是一連串來回出現的畫面，其中一個畫面是一個演員在畫面的左側，另一個畫面是一個演員在畫面的右側，觀眾可以了解這種語言，知道這代表這二個人的對話。這描述了另一個電影理論180度法則，利用視覺的組合及恰當的剪輯，電影可以讓觀眾有似乎身在現場，觀看主角之間對話的能力。经典好莱坞电影就包括了這種敘事理論，因為在電影經典時期，位于好莱坞的各片廠早已反覆的使用此一手法。另一個電影語言是將鏡頭拍攝一個演員，畫面無聲，然後鏡頭切換到另一個較年輕，長相類似的另一個演員，這代表了演員在回憶以前的情形，電影中敘述一些在較早時間發生的事情。

### 評論
電影評論（影評）是有關電影的分析以及評估。一般而言電影評論會分為二類：由電影研究者提出的學術電影評論，以及在報紙、雜誌或其他媒體上常見到的雜誌電影評論。
撰寫報紙、雜誌及廣播媒體上影評的電影評論者多半會看許多新上映的電影。一般每部片只會看一次，而且一天只看一部到二部片，才有足夠時間來撰寫電影評論。影評對電影本身有很大的影響，尤其對特定片種的電影更是如此。一般大眾口味的動作片、恐怖片、喜劇片的票房不太會受到電影評論的影響。電影評論的主要內容是劇情概要及對電影的描述，這也是大部份人決定是否要看特定電影的原因。對於一些經典電影（例如劇情片），電影評論的影響相當大，糟糕的電影評論可能會毀掉一部電影，而且造成電影公司的經濟損失。
電影評論是否影響票房表現一事仍是爭議中的議題。有些人認為因為电影营销如此激烈，資金充足，電影評論者很難影響電影的票房。不過有些重金行銷的電影被影評批評的一文不值，結果票房非常差，也有一些獨立製作或是小成本行銷的電影因為影評的讚譽，因此有意外的成功，因此在一些情形下，影評可能還是會影響票房。也有人注意到影評者的正面評論會讓大眾注意到一些較不為人知的影片。相對的，也有一些電影公司可能因為對電影信心不足，因此不安排對影評者的試映會，避免影評者的評論破壞大家對電影的印象。不過這多半會有反效果，電影評論者相當聰明，此情形下可能會警告大眾這部片不值得一看，而常常電影也的確如影評預期的不好看。

## 製作
電影製作的方式是依製片者想要表達的內容，以及呈現內容的設備而不同。拉洋片只需要在紙卷上有一連串的圖案即可。電影製作最簡單的方式是一個人加一台電影照相機（其至可以不用電影照相機，像斯坦·布拉哈格1963年的電影Mothlight），或是由上千名演員、臨時演員及劇組及許多道具及設備組成。
幾乎每一部電影都會需要經過概念、計劃、拍片、修改及發行的流程。在典型好萊塢電影的製作週期中，會有以下主要的步驟。
1. 腳本發展
2. 前期製作
3. 電影製作
4. 後期製作
5. 電影發行

一般一部電影會需要三年的時間，頭一年腳本發展，第二年是前期製作及電影製作，第三年是後期製作及電影發行。

## 發行
電影發行是指讓閱聽人可以看到電影的過程。一般會由專門的电影发行公司進行，他們會決定電影的行銷策略、影片将要展出或可供观赏的式，以及決定電影上映時間等。電影除了在電影院供人觀看外，放在隨選視訊上，或是透過廣播聯賣方式作成电视节目。
其他發行的方式包括個人購買或是出租電影的VHS、DVD或藍光光碟，是在互联网上下載。

## 外部連結
- Internet Movie Database （页面存档备份，存于）（英文）
- IMPAwards （页面存档备份，存于）
- Filmfestivals.com（英文）
- 中國影視資料館
- adjaranet （页面存档备份，存于）（英文）
- adjaranet （页面存档备份，存于）（英文）